# Girimukti (Cisewu)
Girimukti is een bestuurslaag in het regentschap Garut van de provincie West-Java, Indonesië. Girimukti telt 3686 inwoners (volkstelling 2010).